# Ngyen
Ngyen est l'un des 23 villages de la commune de Mbengwi, département de la Momo de la région du Nord-Ouest du Cameroun.

## Population
Lors du recensement de 2005, la localité comptait 1 233 habitants.
Une étude locale de 2011 a évalué la population de Ngyen-Mbo à 3 719 personnes.

## Équipements
Le village de Ngyen accueille une salle communautaire et un marché temporaire toutes les semaines.